# Cuatro estaciones (obra de teatro)
Cuatro estaciones (The Four Seasons en su versión original) es una obra de teatro de Arnold Wesker, estrenada en 1965.

## Argumento
La obra nos presenta a dos únicos personajes-Beatriz y Adan-los cuales, acaban de separarse y deciden irse a vivir juntos a una casa solitario en medio del bosque, donde puedan recuperarse y permitir a las heridas cicatrizarse.Durante la obra(y de ahí el título)irán pasando las cuatro estaciones, que servirán de ejemplo del paso del tiempo y como afecta a ambos personajes en su ánimo dichos cambios.

## Representaciones destacadas
Saville Theatre, Londres, 21 de septiembre de 1965. Estreno mundial.
- - Dirección: Arnold Wesker.
  - Intérpretes: Alan Bates, Diane Cilento.
- Teatro Alfil, Madrid, 31 de marzo de 1976. Estreno en España.
  - Dirección: José Díez.
  - Escenografía: Juan Antonio Cidrón.
  - Intérpretes: Carmen de la Maza, Juan Sala.